# Franchi
Franchi (полное название итал. Luigi Franchi S.p.A.) — итальянская компания, производящая огнестрельное оружие.

## История
Компания берёт своё начало в 1868 году, с основания оружейного завода «Луиджи Франки». 
Первый значительный успех пришёл в 1930 году, когда компания выпустила завоевавшую симпатии не одного поколения двустволку «Imperiale Montecarlo».

## Продукция компании

### Пистолеты-пулемёты
- Franchi LF-57

### Автоматы
- Franchi LF-58
- Franchi LF-59 — копия FN FAL
- Franchi mod. 641

### Ружья (дробовики)
- SPAS-12
- SPAS-15
- AL-48
- Falconet
- Inertia
- Alcione
- Sporting
- Aristocrat
- Falconet
- Grand Prix 90
- Highlander
- Instinct
- Veloce
- Affinity
- Barrage

### Винтовки
- Momentum